# Nohoplod širolistý

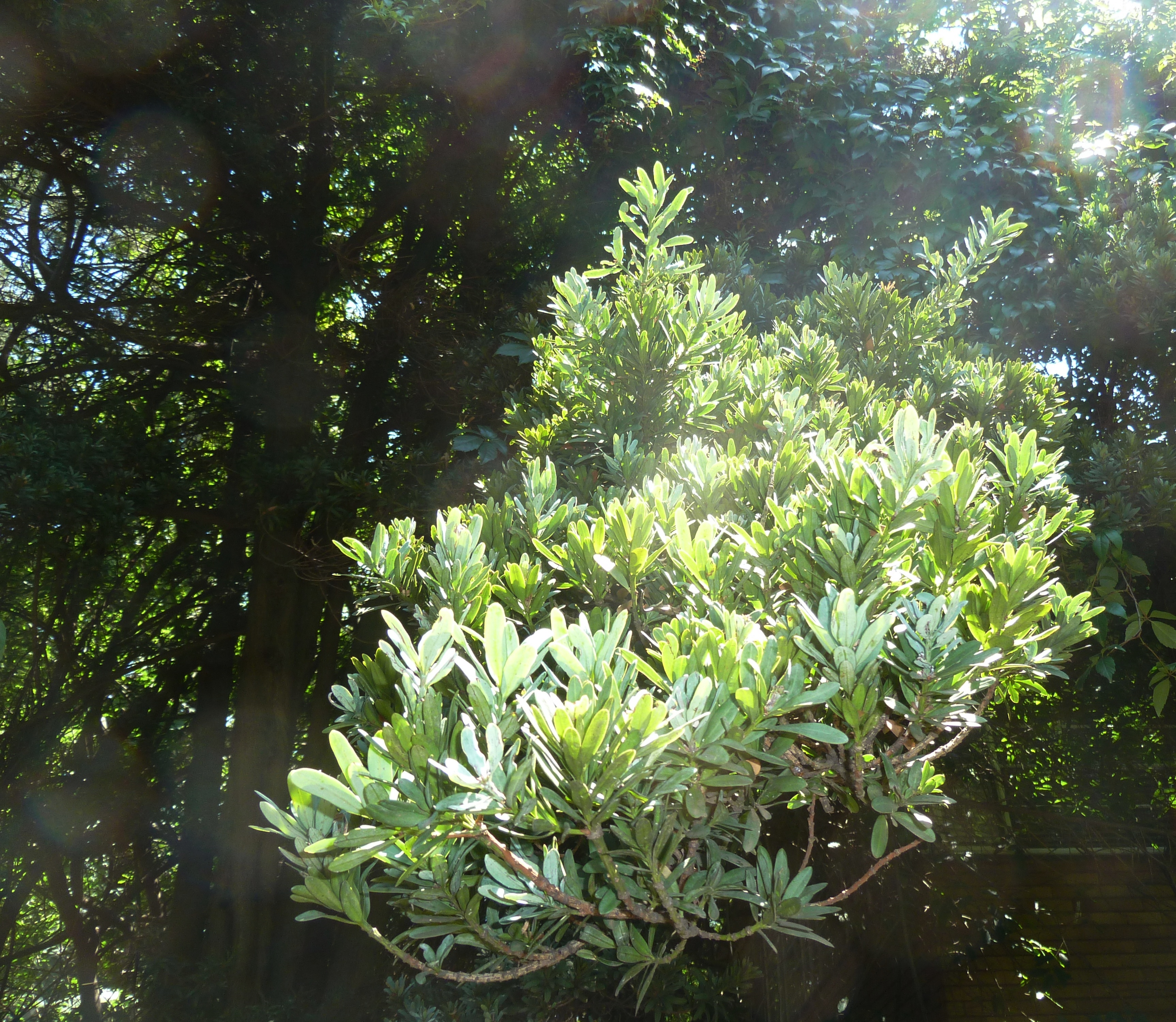
Větvička

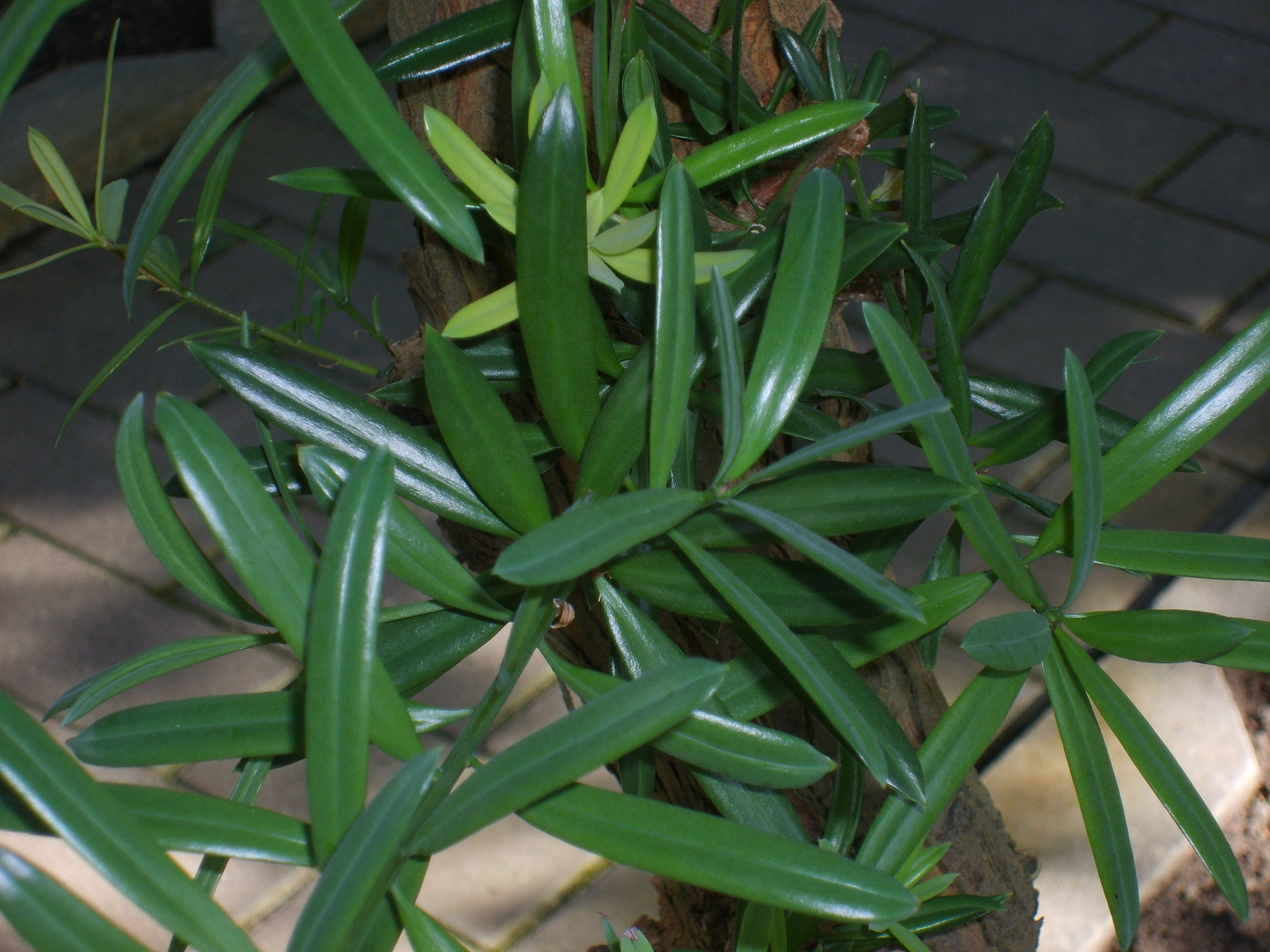
Listy

Nohoplod širolistý (Podocarpus latifolius) je vždyzelený, statný, dvoudomý, pomalu rostoucí a vysokého věku se dožívající strom pocházející z jižní Afriky, kde je nejběžnějším druhem rodu nohoplod. Je národním stromem Jihoafrické republiky, ve které se vyskytuje v provinciích Západní Kapsko, Severní Kapsko, Východní Kapsko, KwaZulu-Natal, Svobodný stát, Gauteng, KwaZulu-Natal, Mpumalanga a Limpopo. V severněji položených oblastech Afriky je vystřídán velmi blízkým druhem Podocarpus milanjianus, s nímž býval dříve ztotožňován.

## Ekologie
Vyskytuje se v lesích hornaté krajiny v nadmořské výšce 900 až 3200 m n. m., kde bývají srážky 1000 až 2000 mm za rok a průměrná roční teplota 10 až 20 °C. Je velmi citlivý na sucho, vyjma mladých jedinců krátkodobě snáší i mírný mráz, je ze všech nohoplodů nejvíce odolný vůči chladu. Snáší polostín i plné slunce. Přestože přirozeně neroste poblíž pobřeží, vlhké slané ovzduší nevadí. Nejlépe se mu daří na dobře odvodněných, hlubokých a úrodných půdách.
Nejvíce těchto dřevin roste na jihovýchodě země, ve vlhkých lesích hornatého pobřežního ekoregionu Krysna-Amatole, velkého asi 60 000 ha, který zasahuje do jihoafrických provincií Východní Kapsko a KwaZulu-Natal. Nachází se tam místy v nadmořské výšce nad 2600 m v téměř čistých, jednodruhových porostech.

## Popis
Stálezelený dvoudomý strom dorůstající do výšky až 35 m, který za nepříznivých podmínek ve vysoké nadmořské výšce nebo na skalnatém stanovišti může být zakrslého vzrůstu do 10 m, nebo mít tvar keře ne vyššího 2 m. Strom má válcovitý, rovný kmen bez větví dlouhý 10 až 20 m, u země mívá průměr obvykle do 2 m a někdy u paty z půdy vystupují opěrné kořeny. Kůra je šedavě hnědá až tmavě šedá, poměrně hladká, podélně nehluboce popraskaná a odlupující se v dlouhých pásech, pod odloupanou kůrou prospívá světle růžový podklad. Listy jsou šedé až šedozelené s krátkým řapíkem a jsou nahloučené na koncích větví, uspořádané bývají spirálovitě nebo protilehle. Jsou široce jehlicovité, tuhé, 25 až 60 mm dlouhé a 5 až 15 mm široké, celokrajné, mírně podvinuté, u báze zúžené a na vrcholu hrotité. Mají jednu hlavní žilku a průduchy na rubové straně, nové listy jsou znatelně světlejší než staré. U mladých jedinců bývají listy dlouhé až 17 cm.
Některý strom má jen samčí, jiný zase jen samičí šištice. Samčí šištice jednědovitého vzhledu vyrůstají v  úžlabí listů osaměle, vzácněji po dvou, jsou přisedlé, bývají dlouhé až 5 cm, široké do 5 mm a mívají mnoho narůžovělých šupin se dvěma pylovými váčky. Samičí konické šištice, vyrůstající jednotlivě na krátkých stopkách, mívají jednu až dvě plodné, redukované šupiny s vajíčky. Po opylení pylem přeneseným větrem se ze šupiny s oplodněným vajíčkem vytvoří asi 12 mm dužnaté konické lůžko, míšek, zelenohnědé barvy, který se postupně zvětšuje a mění na jasně červený až červenofialový. V jedlém, sladce chutnajícím míšku se vyvíjí jedno až dvě kulovitá či vejčitá semena peckovitého tvaru, velká asi 1 cm. Semeno má třívrstvý obal, vnější vrstva je kožovitá, střední mírně dřevitá a vnitřní blanitá. Hmotnost 1000 semen je 360 až 600 gramů, dozrávají od prosince do února.

## Rozmnožování
Přirozeně se stromy rozšiřují semeny, která roznášejí hlavně ptáci holubi, zoborožci a turakové, kteří ze semen konzumují hlavně míšek a semena rozptylují po okolí. Semena popadaná ze stromů požírají různí hlodavci a prasata, například štětkoun šedý nebo z  opic hlavně paviáni. Semena, která projdou trávicím traktem prasat, ztrácejí na klíčivosti.
Uměle se druh rozmnožuje čerstvými semeny, která musí být očištěná od míšku a do několika dnů vyseta do hloubky 3 cm. V teple a vlhku vyklíčí za jeden až dva měsíce. Při přesazování na trvalé stanoviště je nutno uchránit kořen před poškozením. Mladým semenáčům v prvých třech létech prospívá mulčování a pravidelná zálivka. Přestože tento strom poskytuje jedno z nejvíce ceněných dřev, bývá na plantážích sázených pro zisk pro svůj pomalý růst pěstován je zřídka.

## Význam
Dřevo má barvu světle žlutou až jantarovou, je relativně lehké, jemnozrnné, dobře se opracovává, soustruží a leští. Je žádáno na výrobu nábytků, stavbu lodí, pro podlahy a obklady obytných místností, na stavební konstrukce a stožáry, pro řezbářství a u domorodých obyvatel je oblíbeno na rakve. Používá se také jako palivové dřevo a vyrábí se z něho kvalitní buničina. Pro svůj pomalý růst se stromy občas vysazují i jako okrasné stromy podél silnic a do parků, kde hlavně na jaře kontrastují jasně zeleně zbarvené nové listy s tmavomodrými staršími.

## Ohrožení
Množství vzrostlých stromů nohoplodů širolistých s příchodem Evropanů v důsledku extenzivní těžby značně pokleslo. V současnosti jeho kácení ustalo a druh se postupně z utrpěné ztráty zotavuje. Stav populace je nyní hodnocen jako stabilní a druh byl UICN zařazen mezi taxony málo dotčené (LC).